# Back on the Streets
Back on the Streets je druhé sólové studiové album irského rockového kytaristy Gary Moorea, vydané v roce 1978. Na albu se podíleli i jeho dřívější spoluhráči ze skupiny Thin Lizzy baskytarista Phil Lynott a bubeník Brian Downey.

## Seznam skladeb
| Strana 1 | Strana 1                                  | Strana 1        | Strana 1 |
| Pořadí   | Název                                     | Autor           | Délka    |
| -------- | ----------------------------------------- | --------------- | -------- |
| 1.       | Back on the Streets                       | Moore, Campbell | 4:19     |
| 2.       | Don't Believe A Word                      | Lynott          | 3:34     |
| 3.       | Fanatical Fascists                        | Lynott          | 2:44     |
| 4.       | Flight Of The Snow Moose (instrumentální) | Moore, Campbell | 6:59     |

| Strana 2 | Strana 2                                             | Strana 2        | Strana 2 |
| Pořadí   | Název                                                | Autor           | Délka    |
| -------- | ---------------------------------------------------- | --------------- | -------- |
| 1.       | Hurricane (instrumentální)                           | Moore, Campbell | 4:50     |
| 2.       | Song For Donna                                       | Moore, Campbell | 5:22     |
| 3.       | What Would You Rather Bee or A Wasp (instrumentální) | Moore, Campbell | 4:48     |
| 4.       | Parisienne Walkways                                  | Lynott, Moore   | 3:08     |

## Sestava
- Gary Moore – kytara, zpěv
- Phil Lynott – baskytara, kontrabas, akustická kytara, perkuse, doprovodný zpěv, zpěv
- John Mole – baskytara
- Don Airey – klávesy, piáno, varhany
- Brian Downey – bicí, perkuse
- Simon Phillips – bicí, perkuse